# Ivan II. Drašković
Ivan II. Drašković Trakošćanski (njem. Johann Graf von Draskowics) (?, oko 1550. – Požun, 11. ožujka 1613.), hrvatski velikaš, vojskovođa i hrvatski ban (1595. – 1607.) iz velikaške obitelji Draškovića.

## Životopis
Sin je grofa Gašpara I. Draškovića i Katarina Székely Ormoške. Supruga mu je bila Eva Istvánffy, kćer ugarskog palatina Nikole Istvánffyja. Nosio je naslov gospodara Trakošćana (nje. Freiherr von Tralostyan)., bana Hrvatske, Slavonije i Dalmacije te zapovjednog generala Ugarske.
Obranio je 1570. godine Turopolje od turskih osvajača. Bio je istaknuti sudionik borbi protiv Turaka u ratu 1593. – 1606. godine. Kad je 1591. prvi čovjek Bosanskog pašaluka Hasan paša napao brojnom vojskom Hrvatsku, pobijedio ga je kod Koprivnice te s Andrijom Auerspergom pomogao razbiti opsadu Siska (u bitci kod Siska 1593. godine)
Razbio je tursku opsadu Petrinje 1597., a 10. listopada 1600. sudjelovao je u bitci kod Kaniže kad je ista oslobođena. Za njegova banovanja (1595. – 1608.) donesen je zakon o zabrani naseljavanja protestanata u Hrvatsku (1604.) te poticao dolazak isusovaca. Izuzetno se zauzimao za osnivanje prve gimnazije u Zagrebu (ali i u Hrvatskoj) što se i dogodilo 1607. godine kada su isusovci osnovali gimnaziju u Zagrebu na Gornjem gradu. Za Bočkajeva je ustanka držao Hrvatsku na strani cara, pobijedio mađarske ustanike te je pomogao u provedbi Bečkog mira iz 1606.  godine.
Nakon njega na mjesto bana došao je Toma Erdödy.

## Poveznice
- Dodatak:Popis hrvatskih banova
- Grofovi Draškovići

## Vanjske poveznice
- Ivan II. Drašković Hrvatska enciklopedija
- Ivan II. Drašković Proleksis enciklopedija
- Ivan II. Drašković Hrvatski biografski leksikon

| Prethodnik:        | Hrvatski ban (1595. - 1607.) | Nasljednik:     |
| Gašpar Stankovački | Hrvatski ban (1595. - 1607.) | Toma II. Erdödy |